# Hành Thủy
Hành Thủy (tiếng Trung: 衡水市; bính âm: Héngshuǐ Shì) là một địa cấp thị thuộc tỉnh Hà Bắc, Trung Quốc. Thành phố Hành Thủy có diện tích 8.836,95 km², dân số năm 2020 là 4.212.933 người, trong đó 805.000 người sống trong vùng nội thành.

## Phân chia hành chính
Thành phố Hành Thủy quản lý 11 đơn vị cấp huyện, gồm 2 quận, 1 thành phố cấp huyện và 8 huyện.
- Quận Đào Thành (桃城区)
- Quận Ký Châu (冀州区)
- Thành phố cấp huyện Thâm Châu (深州市)
- Huyện Tảo Cường (枣强县)
- Huyện Vũ Ấp (武邑县)
- Huyện Vũ Cường (武强县)
- Huyện Nhiêu Dương (饶阳县)
- Huyện An Bình (安平县)
- Huyện Cố Thành (故城县)
- Huyện Cảnh (景县)
- Huyện Phụ Thành (阜城县)